# Ангіція
Ангіція (лат. Angitia) — в італійській античній міфології богиня змій, чарівниця і богиня-цілителька. Шанувалася племенами марсів і марубіїв, що жили навколо озера Фучино. За легендою вона жила колись в гаю поблизу цього озера, навчила людей вживанню протиотрут і заклинаннями вбивала змій. Згодом її стали вважати дочкою Еета, сестрою Медеї і Кірки.
Римський історик Сервій ототожнює її із самою Медеєю, яка під час своєї подорожі з Колхіди прибула з Ясоном в Італію і навчила місцевих жителів, що мешкали поблизу Фучинського озера, як врятуватись від зміїної отрути.